# Hrišovce
Hrišovce(allemand : Herisdorf) est un village de Slovaquie situé dans la région de Košice.

## Histoire
Première mention écrite du village en 1311.

## Démographie

### Évolution de la population
| Année:               | 1994. | 2004.   | 2014.   | 2024.   |
| -------------------- | ----- | ------- | ------- | ------- |
| Nombre de personnes: | 324   | 310     | 320     | 280     |
| Différence:          |       | -4,32 % | +3,22 % | -12,5 % |

| Année:               | 2023. | 2024.   |
| -------------------- | ----- | ------- |
| Nombre de personnes: | 275   | 280     |
| Différence:          |       | +1,81 % |